# (4793) Slessor
(4793) Slessor – planetoida z głównego pasa planetoid okrążająca Słońce w ciągu 4,35 lat w średniej odległości 2,67 au. Odkrył ją Henri Debehogne 1 września 1988 roku w Europejskim Obserwatorium Południowym. Nazwa planetoidy upamiętnia Mary Slessor (1848–1915) – szkocką misjonarkę na terenie dzisiejszej Nigerii.